# Simon Löfgren
Simon Löfgren, född 30 november 1661 i Linköpings församling, Östergötlands län, död 11 april 1723 i S:t Laurentii församling, Östergötlands län, var en svensk präst.

## Biografi
Simon Löfgren föddes 30 november 1661 i Linköpings församling. Han var son till domprosten Petrus Simonius Löfgren och Apollonia Danckward. Löfgren blev 19 oktober 1678 student vid Uppsala universitet och 11 december 1688 avlade han magisterexamen. Han blev 1690 konrektor i Linköping och 9 mars 1692 rektor i Linköping. Löfgren prästvigdes 27 juli 1694 och blev samma år filosofi lektor ("logices") i Linköping. År 1695 blev han historia lektor ("historiarum & moralium") i Linköping samt kyrkoherde i Landeryds församling. Löfgren blev 1700 andra teologi lektor i Linköping och 1701 förste teologie lektor i Linköping. Han var 1706 preses vid prästmötet och riksdagsman vid Riksdagen 1710. Den 2 augusti 1712 blev han kyrkoherde i S:t Laurentii församling, Söderköping och samma år blev han även kontraktsprost i Hammarkinds kontrakt. Löfgren avled 11 april 1723 i Söderköping.

### Familj
Löfgren gifte sig första gången 2 februari 1692 med Margareta Wong (1675–1699). Hon var dotter till domprosten Olavus Johannis Wong och Margareta Laurinus  i Linköping. De fick tillsammans barnen kyrkoherden Petrus Löfgren i Gryts församling, Oluf (1694–1695), Apollonia (1696–1750) och Olof (1697–1753). Löfgren gifte sig andra gången 30 januari 1702 med Anna Langelius (1686–1736). Hon var dotter till domprosten Olavus Langelius och Catharina Jönsdotter i Linköping. De fick tillsammans barnen Nils (1703–1735), Anna Catharina, Margareta och Brita Maria.